# Араї Нобуо
Араї Нобуо (1 січня 1909 — 15 червня 1990) — японський плавець.
Призер Олімпійських Ігор 1928 року.